# Gemini (DJ)
Gemini narozen jako Thomas Edward Slinger (* 7. června 1990, Leicester, Británie) je britský producent, zpěvák a DJ. Je spolumajitelem vydavatelství Inspected Records. Svoje první album, Blue, vydal 14. února 2011 při studiu na University of Leeds.

## Diskografie

### Extended playe
- 2011: Blue
- 2011: Without You
- 2011: Graduation
- 2012: Fire Inside
- 2012: Mercury

### Remixy
| Rok  | Umělec                                | Skladba                       |
| ---- | ------------------------------------- | ----------------------------- |
| 2010 | Hadouken!                             | Oxygen                        |
| 2011 | Kelis                                 | Brave                         |
| 2011 | Diddy – Dirty Money feat. Swiss Beatz | Ass on the Floor              |
| 2011 | Fenech-Soler                          | Stop & Stare                  |
| 2011 | BT                                    | The Emergency                 |
| 2011 | Ed Sheeran                            | You Need Me, I Don't Need You |
| 2012 | Lana Del Rey                          | Born to Die                   |
| 2012 | Emeli Sandé                           | My Kind of Love               |
| 2012 | Drake feat. The Weeknd                | Crew Love (Cover)             |